# Abor & Tynna
Abor & Tynna sont un duo d'electropop autrichien composé des frères et soeurs Attila (né en 1998) et Tünde Bornemisza (née le 22 décembre 2000).
Ils représentent l'Allemagne au Concours Eurovision de la chanson 2025 avec le titre Baller.

## Biographie
D'origines hongroises et roumaines, Abor & Tynna grandissent à Vienne dans une famille d'artiste. Leur père, Csaba Bronemisza, est violoncelliste pour l'Orchestre philharmonique de Vienne depuis 1993.
Les frères et sœurs reçoivent une formation de musique classique : Attila apprend le violoncelle alors que Tünde se consacre dès l'âge de neuf ans à la flûte, remportant des premiers prix dans des concours en Autriche. À l'université, Tünde étudie la psychologie et Attila l'ingénierie mécanique,.
En 2016, le duo enregistre et publie leur première chanson sur SoundCloud. En 2024, ils font la première partie de la tournée de la rappeuse Nina Chuba.

### Concours Eurovision de la chanson 2025
En 2025, le duo participe au Chefsache ESC 2025 - Wer singt für Deutschland? (Priorité ESC 2025 - Qui chantera pour l'Allemagne ?), la pré-sélection allemande pour le Concours Eurovision de la chanson 2025, diffusée sur l'ARD. Leur morceau Baller, tiré de leur premier album studio Bittersüß, est selectionné par le jury dans les phases préliminaires, en demi-finale et en final. Lors des phrases préliminaires, le duo doit interpréter une reprise et choisit Skyfall d'Adele. Le 1er mars 2025, lors de la finale, le duo interprète Bang Bang, en plus de leur chanson Baller, et remporte le télévote final avec 34,9% des voix.
L'Allemagne faisant partie des « Big Five », les cinq plus gros contributeurs de l'Union européenne de radio-télévision, le duo est automatiquement qualifié pour la finale qui aura lieu le 17 mai 2025. L'Allemagne vote cependant lors de la seconde demi-finale, le jeudi 15 mai. Ils finissent 15e en finale avec 151 points.

## Discographie

### Singles
| Titre                                                                  | Année | Meilleur classement |
| Titre                                                                  | Année | GfK                 |
| ---------------------------------------------------------------------- | ----- | ------------------- |
| Anti Ally                                                              | 2020  | —                   |
| Winx Club                                                              | 2022  | —                   |
| Coco Taxi                                                              | 2023  | —                   |
| Plattenpräsident                                                       | 2024  | —                   |
| Küsschen                                                               | 2024  | —                   |
| Mama                                                                   | 2024  | —                   |
| Guess What I Like                                                      | 2024  | —                   |
| Seifenblasen                                                           | 2024  | —                   |
| Baller                                                                 | 2025  | 3                   |
| « — » indique que la chanson n'est pas sortie ou classée dans le pays. |       |                     |